# Siliciumdioxide

Fasediagram van silica met daarin de polymorfen aangegeven voor verticaal de druk in GPa en horizontaal de temperatuur in graden Celsius

Siliciumdioxide of silica is het bekendste oxide van silicium en heeft als verhoudingsformule SiO2. De zuivere stof komt voor als een wit kristallijn poeder, dat vrijwel onoplosbaar is in water. 
Samen met water vormt siliciumdioxide kiezelzuur, hoewel dat proces uiterst langzaam verloopt.

## Eigenschappen

### Materialen
Siliciumdioxide is de meest voorkomende siliciumverbinding en ook het hoofdbestanddeel van de aardkorst, als vrije vorm als kwarts of als onderdeel van silicaten zoals in veldspaat en kleimineralen. Siliciumdioxide zonder kristalrooster, dus amorfe siliciumdioxide is de basis van veel soorten glassen.

### Structuur
Siliciumdioxide heeft de verhoudingsformule SiO2 en de bindingen tussen de silicium Si en zuurstof O atomen zijn covalent, dus polair van aard.
Moleculen siliciumdioxide hebben een tetraëdrische moleculaire geometrie. Ieder siliciumatoom is met vier zuurstofatomen verbonden, en elk zuurstofatoom met één siliciumatoom. Losse silicatetraëders hebben de molecuulformule SiO4. Echter komen losse SiO4-moleculen alleen in de gasfase voor, bij een temperatuur boven de 2230 °C. Een vaste stof uit silica bestaat daarom ook niet uit losse tetraëders; het is geen moleculaire stof maar een zogenoemd covalent netwerk dat is opgebouwd uit in een vast patroon gerangschikte atomen. Dit regelmatige patroon is het kristalrooster; de verschillende kristallijne vormen van silica hebben verschillende kristalroosters. Bij amorfe (niet-kristallijne) vormen van silica is de rangschikking willekeurig.
In pure silica is elk siliciumatoom met vier zuurstofatomen verbonden, en elk zuurstofatoom met twee siliciumatomen. Elk zuurstofatoom vormt de hoekpunt van twee verschillende tetraëders. Elk siliciumatoom (Si) 'deelt' vier keer een half zuurstofatoom, oftewel twee zuurstofatomen (O2). Op deze manier ontstaat een driedimensionaal netwerk van SiO4-tetraëders, waarbij elk zuurstofatoom is gedeeld tussen twee tetraëders. Er zijn verschillende polymorfen van SiO2 met verschillende rangschikking van de tetraëders. Vanwege het driedimensionale netwerk worden ze alle tot de tectosilicaten gerekend.

### Kristalliniteit en polymorfie
Polymorfen (meervormig) zijn vaste materialen uit dezelfde samengestelde stof, die in verschillende kristalstructuren bestaan. Siliciumdioxide is een voorbeeld van een materiaal met polymorfie. Zo komt siliciumdioxide, naast de niet-kristallijne (amorfe) vorm, in de natuur ook voor in meerdere kristallijne vormen met verschillende kristalstructuren. In tegenstelling tot veel andere materialen, die kristallijne vormen kunnen aannemen, is silica in het algemeen wel amorf onder standaardomstandigheden.

#### Amorfe vorm
Opaal is een voorbeeld van amorf silica, net als door hitte samengesmolten kwarts (kwartsglas). Siliciumdioxide komt vooral voor in zeer kleine deeltjes, als zand, dat voornamelijk uit kwarts bestaat. In amorfe vorm komt het ook in bepaalde planten in grote hoeveelheden voor. In de industrie wordt op grote schaal verschillende soorten amorf silica gemaakt en toegepast.
De niet-kristallijne (amorfe) vorm SiO2 komt in de natuur als onmisbaar bestanddeel voor bij: 
- Biogeen: skeletten van stralendiertjes, diatomeeën en glassponzen bestaande uit opaal, diagenetisch tot gesteente verstevigd, bijvoorbeeld radiolariet
- Geyseriet: amorfe sinterproducten van hete bronnen
- Glas: amorf silica is de basis van veel soorten glassen
- Kwartsglas: de amorfe vorm van kwarts
- Lechatelieriet: zuiver natuurlijk SiO2-glas zoals in tektieten voorkomt of bij blikseminslagen in kwartszand waarbij fulguriet gevormd wordt
- Obsidiaan: felsisch vulkanisch glas (stollingsgesteente), samenstelling is een mengsel met tot 70%-75% SiO2
- Opaal
- Tachyliet: vulkanisch glas basaltachtige samenstelling, dat naast SiO2, grotere gehalten aan FeO, MgO, CaO en Al2O3 bevat
- Tektiet: gesteenteglas ontstaan bij het smelten van gesteenten door meteorieteninslagen
- SiO2-vloeibaar: bij temperaturen boven 1727 °C (bij 1 bar)

#### Kristallijne vorm
Polymorfen van de vaste kristallijne vorm van silica bestaan in verschillende kristalstructuren, namelijk:
- Coesiet: 20 kbar < p < 75 kbar
- α- en β-cristobaliet: 1470 °C < T < 1727 °C
- Keatiet
- α-Kwarts: vormingsomstandigheden: temperatuur T < 573 °C, druk p < 20 kbar
- β-Kwarts: 573 °C < T < 867 °C, p < 30 kbar
- Melangoflogiet
- Moganiet (Chalcedoon)
- α- en β-tridymiet: 867 °C <  T <1470 °C, p < 5 kbar
- Seifertiet
- Stishoviet: 75 kbar < p < ? kbar
- 2D-silica

Kristalstructuur en polymorfie in silica
Amorfe SiO2
SiO2-in een kristalrooster
Eenheidscel van α-cristobaliet
Eenheidscel van α-kwarts
Eenheidscel van keatiet
Eenheidscel van α-tridymiet

Diagram waarin de volumes van gesteentevormende mineralen in (meest voorkomende) subalkaliene stollingsgesteenten t.o.v. het percentage silica staan. Op de verticale as kan de fractie van elk mineraal worden afgelezen, bovenaan staan de bijbehorende namen voor extrusieve of uitvloeiings- en magmatische of dieptegesteenten.

### Kiezelzuuranhydride
In de natuur komen ook ondersteuningsstructuren van kiezelzuuranhydride voor bij zowel planten als dieren. Voorbeelden bij dieren zijn de skeletten van stralendiertjes, diatomeeën en glassponzen. Voorbeelden bij planten zijn de paardenstaarten.

## Synthese
Amorf (niet gehydrateerd) siliciumdioxide wordt industrieel bereid door verdampen van siliciumdioxide bij zeer hoge temperaturen of door oxidatie van silicium of siliciumverbindingen:
{\displaystyle {\ce {Si + O2 -> SiO2}}}
Het resultaat is een zeer volumineus en fijn verdeeld poeder. Gehydrateerd amorf siliciumdioxide wordt gemaakt in water, uit oververzadigde oplossingen van kiezelzuur. Afhankelijk van de condities ontstaat colloïdaal silica, als sol of gel, waaruit dan weer na droging geprecipiteerd siliciumdioxide gemaakt kan worden.
De oxidatie van silaan bij 450 °C levert zuiver siliciumdioxide:
{\displaystyle {\ce {SiH4 + O2 -> SiO2 + 2H2}}}
Een alternatief is de thermolyse van tetraethylorthosilicaat bij 680–730 °C:
{\displaystyle {\ce {Si(OC2H5)4 + 3O2 -> SiO2 + 8H2O + 4C2H4}}}

## Toepassingen
De belangrijkste toepassing van siliciumdioxide ligt bij het produceren van glas. Glas ontstaat door een mengsel van zand en natriumcarbonaat te verhitten. Soms worden ook andere oxiden toegevoegd om bepaalde eigenschappen aan het glas te geven, zoals ijzer(II)oxide, aluminiumoxide, lood(II)oxide (kristalglas) of zinkoxide. Omdat siliciumdioxide in een polymorfe toestand voorkomt, kan het ook geschikt gemaakt worden voor zonnepanelen.
Siliciumdioxide is een belangrijk ingrediënt van Portlandcement. De hittebestendige keramische tegels op de onderkant van de spaceshuttles bestaan ook hoofdzakelijk uit dit materiaal.
Siliciumdioxide vormt een bestandsdeel van veel moderne en hoogwaardige autowasmiddelen. Het geeft de lak glans en een hydrofobische eigenschap.
Het mineraal heeft E-nummer E551, omdat het in de voedselindustrie onder andere als anti-klontermiddel wordt toegepast en ook als klaringsmiddel om de troebelheid in wijn en bier te verhelpen.

### Silicagel
Silicagel is geen zuiver siliciumdioxide, maar wordt gemaakt door aanzuring van siliciumdioxide en natriumcarbonaat. Het heeft tal van toepassingen: 
- het wordt veelvuldig gebruikt als droogmiddel (in poreuze zakjes bijgevoegd bij elektronische apparatuur, geneesmiddelen of droge voeding),
- als bindmiddel in tabletten,
- als schuurmiddel in tandpasta (net zoals titanium(IV)oxide) en
- als dragermateriaal voor katalysatoren.

Het wordt eveneens aangewend in de chromatografie.

### Chromatografie
Bij chromatografie worden speciale vormen van siliciumdioxide gebruikt. In veruit het grootste deel van de HPLC wordt silicagel gebruikt als stationaire fase, al dan niet gemodificeerd. Een typische chromatografische kolom bevat een dichte pakking van kleine zeer poreuze silicadeeltjes (met een diameter tussen 2 en 5 µm). Deze deeltjes hebben dus een zeer groot oppervlak waardoor de interactie tussen kolom en te scheiden mengsel groot is en waardoor een scheiding beter verloopt. Bovendien leiden kleinere deeltjes tot minder eddy-diffusie en dus minder piekverbreding.
Ongemodificeerd siliciumdioxide is een zeer polair materiaal. Specifieke karakteristieken van een silicagel hangen af van verscheidene parameters:
- Interne structuur (gewoonlijk bevatten silicagelen die in HPLC gebruikt worden 5 silanolgroepen per nm2).
- Grootte van de deeltjes
- Porositeit en specifiek oppervlak
- Chemische modificatie van het oppervlak (zoals de aanwezigheid van apolaire alkylgroepen)

## Toxicologie en veiligheid
Inademing van kristallijn siliciumdioxide-poeder kan leiden tot stoflongen. Naar oordeel van IARC (International Agency for Research on Cancer) is kristallijn siliciumdioxide kankerverwekkend, hoewel er nog verschil van mening bestaat over de vraag of daarvoor wel of niet eerst longfibrose (stoflong) nodig is. Voor zover bekend veroorzaken de amorfe vormen van siliciumdioxide deze gezondheidseffecten niet. Niettemin moet inademing van amorf siliciumdioxide stof evengoed vermeden worden vanwege de acute irritatie en ontsteking van de luchtwegen die het kan veroorzaken.

## Websites
- (en)  Gegevens van siliciumdioxide in de GESTIS-stoffendatabank van het IFA
- (en)  MSDS van siliciumdioxide